# Argyractis coloralis
Argyractis coloralis là một loài bướm đêm trong họ Crambidae.